# Freccia Vallone 1966
La Freccia Vallone 1966, trentesima edizione della corsa, si svolse il 29 aprile 1966 per un percorso di 223 km. La vittoria fu appannaggio dell'italiano Michele Dancelli, che completò il percorso in 5h46'30" precedendo il francese Lucien Aimar e il tedesco occidentale Rudi Altig.
Al traguardo di Marcinelle furono 52 i ciclisti, dei 144 partiti da Liegi, che portarono a termine la competizione.

## Ordine d'arrivo (Top 10)
| Pos. | Corridore             | Squadra                  | Tempo    |
| ---- | --------------------- | ------------------------ | -------- |
| 1    | Michele Dancelli      | Molteni                  | 5h46'30" |
| 2    | Lucien Aimar          | Ford France-Hutchinson   | s.t.     |
| 3    | Rudi Altig            | Molteni                  | s.t.     |
| 4    | Jan Janssen           | Pelforth-Sauvage-Lejeune | a 1'55"  |
| 5    | Roger Swerts          | Mercier-Hutchinson-BP    | s.t.     |
| 6    | André Messelis        | Dr. Mann-Grundig         | s.t.     |
| 7    | Willy In't Ven        | Dr. Mann-Grundig         | a 2'50"  |
| 8    | Rolf Wolfshohl        | Mercier-Hutchinson-BP    | s.t.     |
| 9    | Georges Vanconingsloo | Peugeot-Michelin-BP      | a 3'30"  |
| 10   | Felice Gimondi        | Salvarani                | s.t.     |